# Sleeper in Metropolis
Sleeper in Metropolis ist ein Lied der britischen Poetin und Musikerin Anne Clark, das sie zusammen mit dem Keyboarder David Harrow schrieb und auf ihrem zweiten Studio-Album Changing Places veröffentlichte. Das dem Dark Wave zugeordnete Stück wurde in der Folge szeneprägend und zu einem Clubhit der Schwarzen Szene, zusammen mit Our Darkness war es der größte Erfolg für Anne Clark.

## Hintergrund und Veröffentlichungen
Sleeper in Metropolis wurde von Anne Clark und ihrem Keyboarder David Harrow geschrieben und von diesen 1983 als Titel auf dem Album Changing Places bei dem britischen Independent-Label Red Flame veröffentlicht. Harrow war Mitglied der Band Psychic TV und unterstützte Anne Clarks Sprechgesang durch seine Musik. Bereits das erste Album The Sitting Room machte Anne Clark in der New-Wave-Szene bekannt, vor allem dank Sleeper in Metropolis wurde Changing Places allerdings deutlich breiter wahrgenommen. Sleeper in Metropolis war „ein Erfolg auf den Tanzflächen, zumindest in den Clubs, die von Dark-Wave-Fans frequentiert wurden.“ Laut laut.de traf „der Synthie-Stomper ‚Sleeper In Metropolis‘ den Nerv der New-Wave-Gemeinde, zu deren Propheten Anne Clark in der Folge erkoren wird.“ Die Songs Sleeper in Metropolis und Our Darkness wurden als „Dark-Wave-Meilensteine“ bezeichnet, „die bis heute nichts von ihrem dunklen Spirit verloren haben.“
Das Album wurde zu einem Erfolg in der sich entwickelnden Schwarzen Szene und erschien 1984 in einer weiteren Auflage bei Virgin Music. Zudem veröffentlichte Red Flame 1984 zusammen mit dem Virgin-Sublabel 10 Records eine Single mit den Titeln Our Darkness und Sleeper in Metropolis und bei Rough Trade erschien ein Extended Remix als 12-Inch-Maxi-Single.

## Musik und Text
Wie andere Titel von Anne Clark ist auch Sleeper in Metropolis ein mit Keyboard- und Synthesizer-Begleitung vorgetragenes Gedicht, wobei Anne Clark die Zeilen nicht singt, sondern spricht. Anders als andere Lieder der Künstlerin besteht die musikalische Begleitung allerdings aus rhythmischen Beats neben dem obligatorischen Klangteppich. Der Text ist „eine apokalyptische Mischung aus Weltschmerz und Fortschrittskritik. Der verschlafene Bewohner der Großstadt zieht sich zurück in die falsche Gemütlichkeit seiner Wohnung, während die Stadt sich immer weiter in die Natur frisst.“ Dazu skizziert das Lied die Lebensumstände des Schläfers:

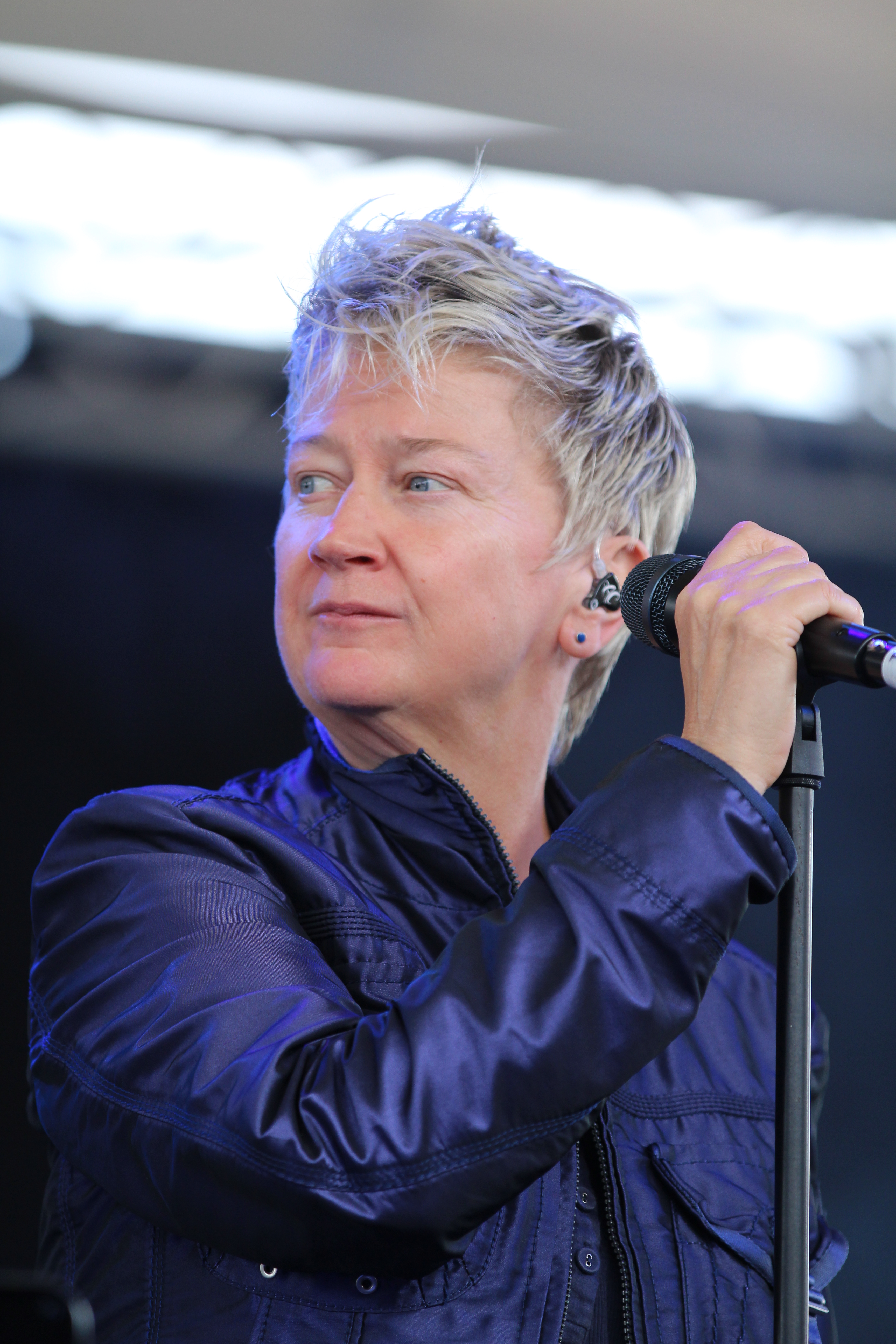
Anne Clark, 2014

“Environment moves over the sleeper

Conditioned air

Conditions sedated breathing

The sensation of viscose sheets on naked flesh

Soft and warm

But lonesome in the blackened ocean of night”

„Umgebung bewegt sich über den Schläfer

Klimatisierte Luft

Beruhigte Atmung

Das Gefühl von Viskoselaken auf nacktem Fleisch

Weich und warm

Aber einsam im geschwärzten Ozean der Nacht“

In diesem Tenor endet der Text dann auch in der finalen dystopen Zeile:

“What a waste

The City –

A wasting disease”

„Was für eine Verschwendung

Die Stadt –

Eine auszehrende Krankheit“

## Cover- und Remixversionen
Sleeper in Metropolis wurde nur vereinzelt gecovert oder als Sample in andere Songs eingebaut, vor allem von Bands aus der Schwarzen Szene und der elektronischen Musik. 1997 erschien bei Columbia Records eine Maxi-Single mit mehreren Techno-Remix-Versionen: einer kurzen und einer langen Hardfloor-Version von Oliver Bondzio und Ramon Zenker sowie eine als Sleeper’s Revenge Mix bezeichneten Remix-Version von Ralf Hildenbeutel und Sven Väth. Eine weitere Techno-Überarbeitung erfolgte 2003 als Sleeper in Metropolis 3000 bei dem Label Gang Go Music zusammen mit WEA Records in drei Fassungen von Marco Remus und Volker Wiegand. Auf Anne Clarks Album Synaesthesia (Classics Re-worked) von 2021 veröffentlichte sie zudem einen weiteren Remix des Titels von Martin von Auen und Robin Hirte, der als „mächtig House- und Trance-lastig“ beschrieben wird und „an die großen Frankfurter Harthouse-Zeiten, das von Sven Väth gegründete Label [erinnert]“. Mit dem Pianisten Murat Parlak spielte Anne Clarke 2012 ein Live-Konzert im Dynamo in Zürich, bei dem sie ihre bekanntesten Hits mit Klavierbegleitung aufnahm.
Aufgrund des eingängigen Sounds wurden zentrale Elemente von Sleeper in Metropolis auch als Samples verwendet, so etwa in dem Track No Control der Band Interactive von 1990, in Love Sees No Colour von U 96 von 1993 und in Baby One More Time der Black Ingvars von 2000.